# Alabasterskinn
Alabasterskinn (Hyphoderma obtusiforme) är en svampart som beskrevs av J. Erikss. & Å. Strid 1975. Alabasterskinn ingår i släktet Hyphoderma och familjen Meruliaceae.  Arten är reproducerande i Sverige. Inga underarter finns listade i Catalogue of Life.